# 鷹取山 (横須賀市・逗子市)
鷹取山（たかとりやま）は、神奈川県横須賀市北部の逗子市との境にある海抜139メートルの山（孤立丘）。三浦丘陵の山の一つ。別名「湘南妙義」。

## 歴史
鎌倉時代は三浦氏の領地で、猟師は巣立鷹を献上していたとされる。また大田道灌がたびたび鷹狩りをしたといわれ、献上された鷹に満足して「鷹取山」と命名したとする伝説がある。
1923年の関東大震災以前は、鷹取山から切り出される凝灰岩が横須賀市や逗子市で塀などに利用されていた。しかし、関東大震災で凝灰岩を用いた建物の多くが倒壊し、下敷きになって死傷者が多く出たこと、切り出した凝灰岩の輸送に利用していた鷹取川が隆起して航行が困難になったこと、コンクリートが一般化したことで衰退した。石材を採取した名残である垂直に切り立った岩石が特徴である。
戦後、昭和30年代に入るとロッククライミングの練習に使う若者が増え、同時に京急田浦駅、追浜駅から鷹取山経由で逗子市の神武寺へ抜けるハイキングコースが開かれ整備されたため、訪れる観光客も増大した。1960年（昭和35年）、有志の彫刻家藤島茂によって、山の一部に弥勒菩薩尊像と釈迦如来像が彫られた。しかし、1965年（昭和40年）釈迦如来像は鷹取小学校建設のために破壊され、弥勒菩薩像だけが残った。
1983年に鷹取山安全登山協議会という山岳団体の連合組織が作られ、横須賀市との間で協約を締結した。その内容は、鷹取山でのロッククライミング実施者は鷹取山安全登山協議会へ届け出をするという条件で、横須賀市がロッククライミングを許可するというものである。

## 地質学的解説
この山は新第三紀前半のグリーンタフ造山運動の堆積隆起によって作られた第三紀層凝灰岩である。この岩は柔らかく加工しやすいため、家屋の基礎や塀、護岸などの建築土木用材として活用され、鷹取石の名称で広く愛用された。

## ギャラリー

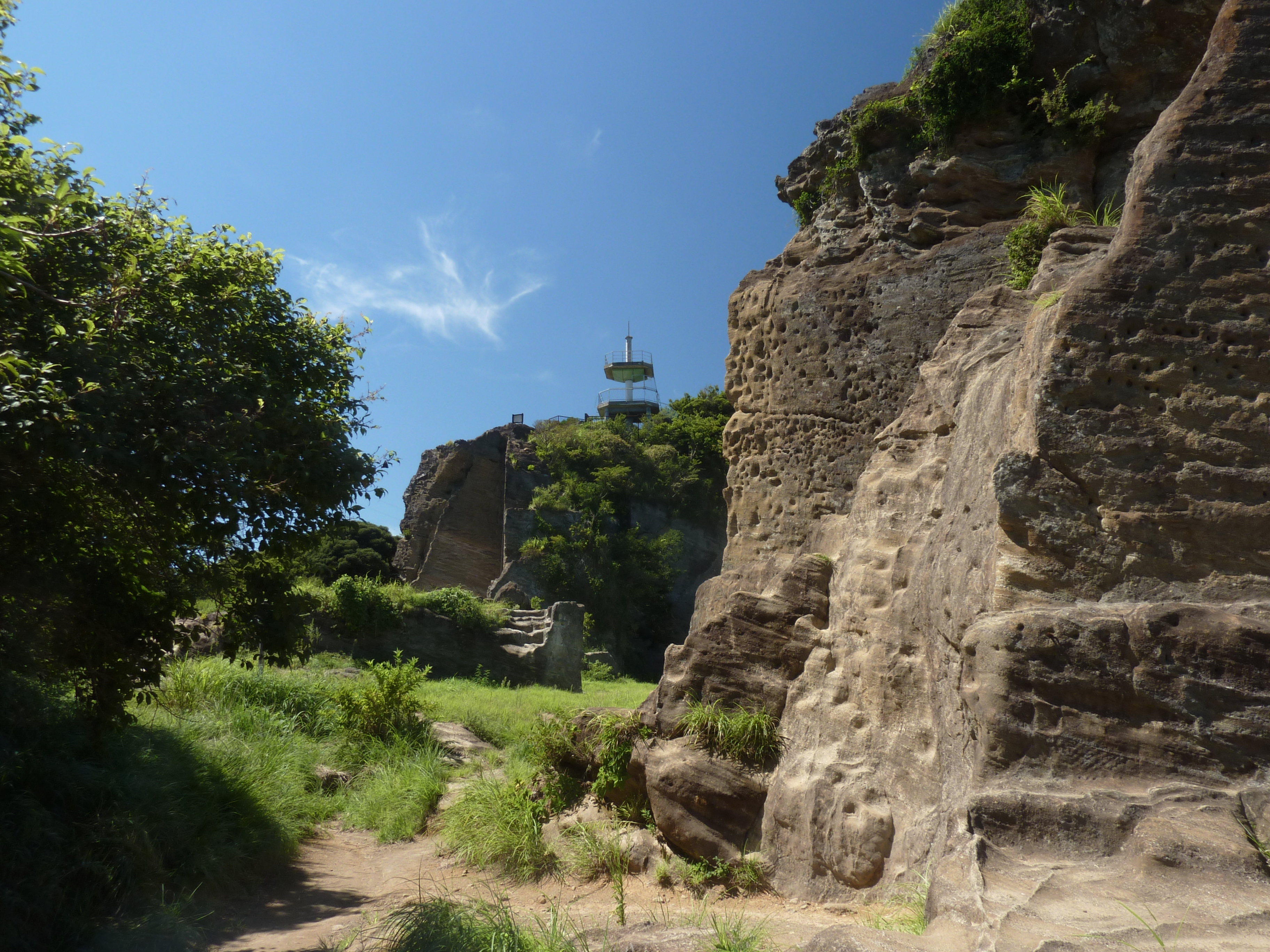
園内から見た展望台
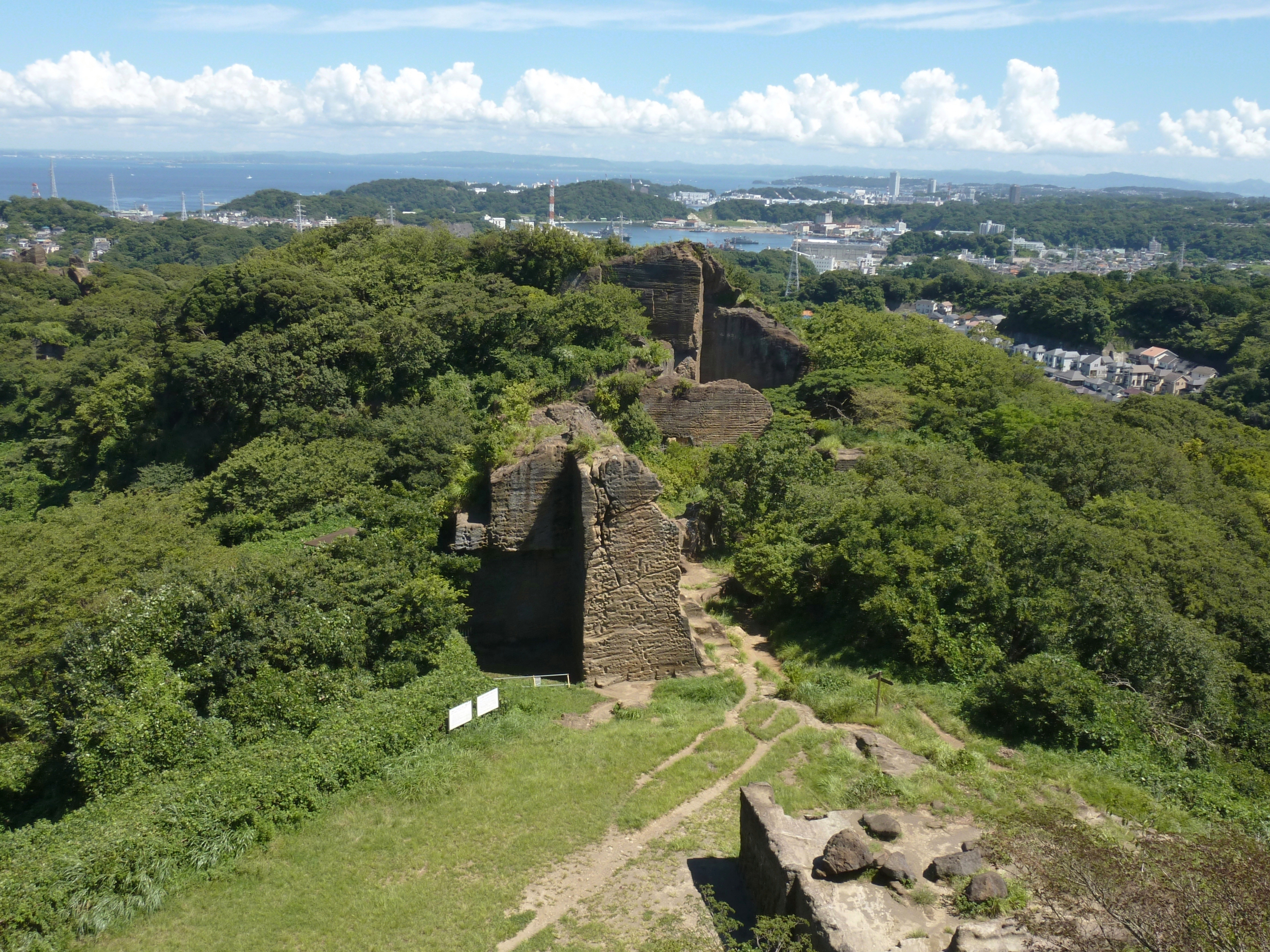
展望台から鷹取山公園内を臨む
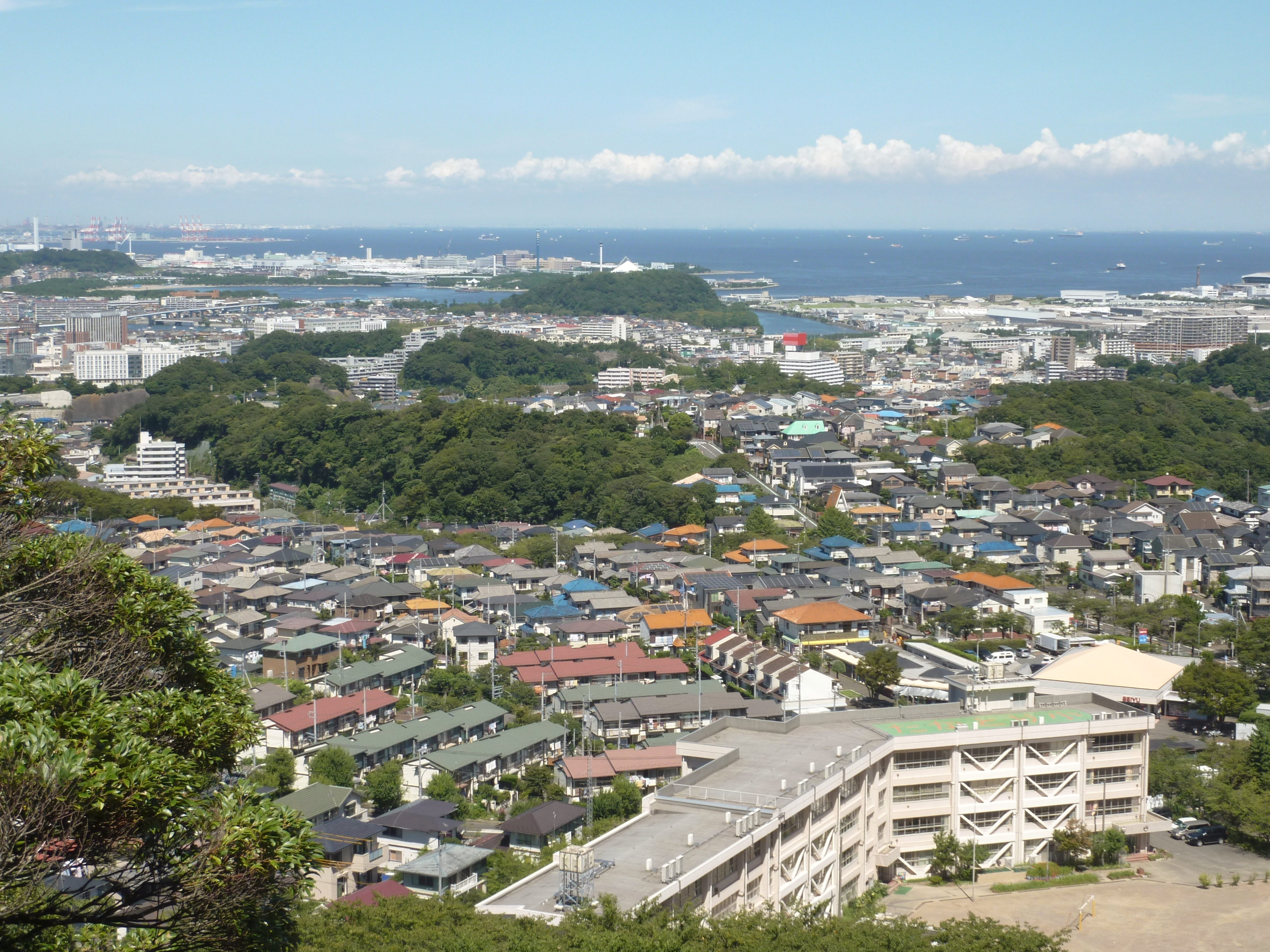
追浜、野島方面
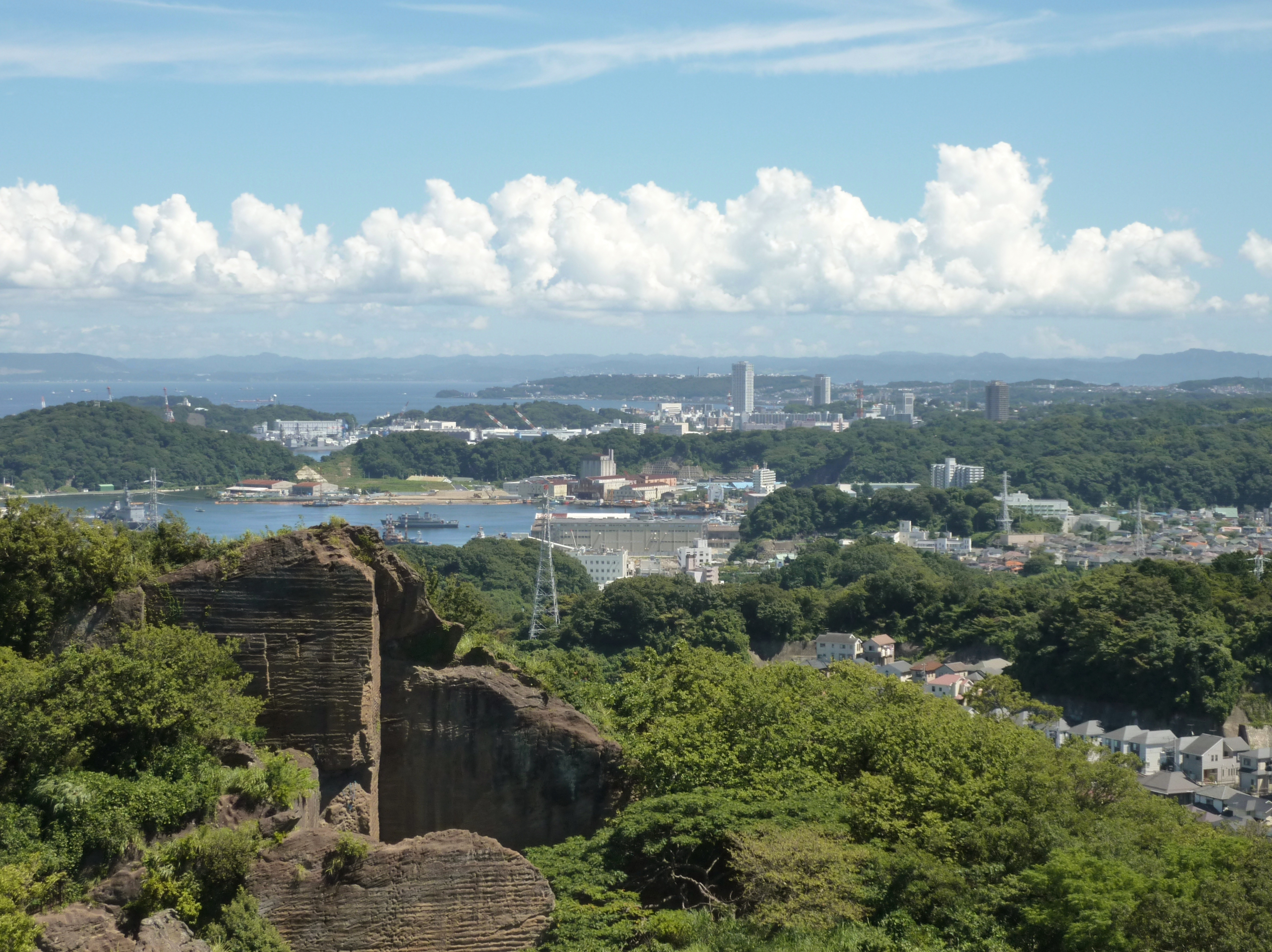
長浦港方面
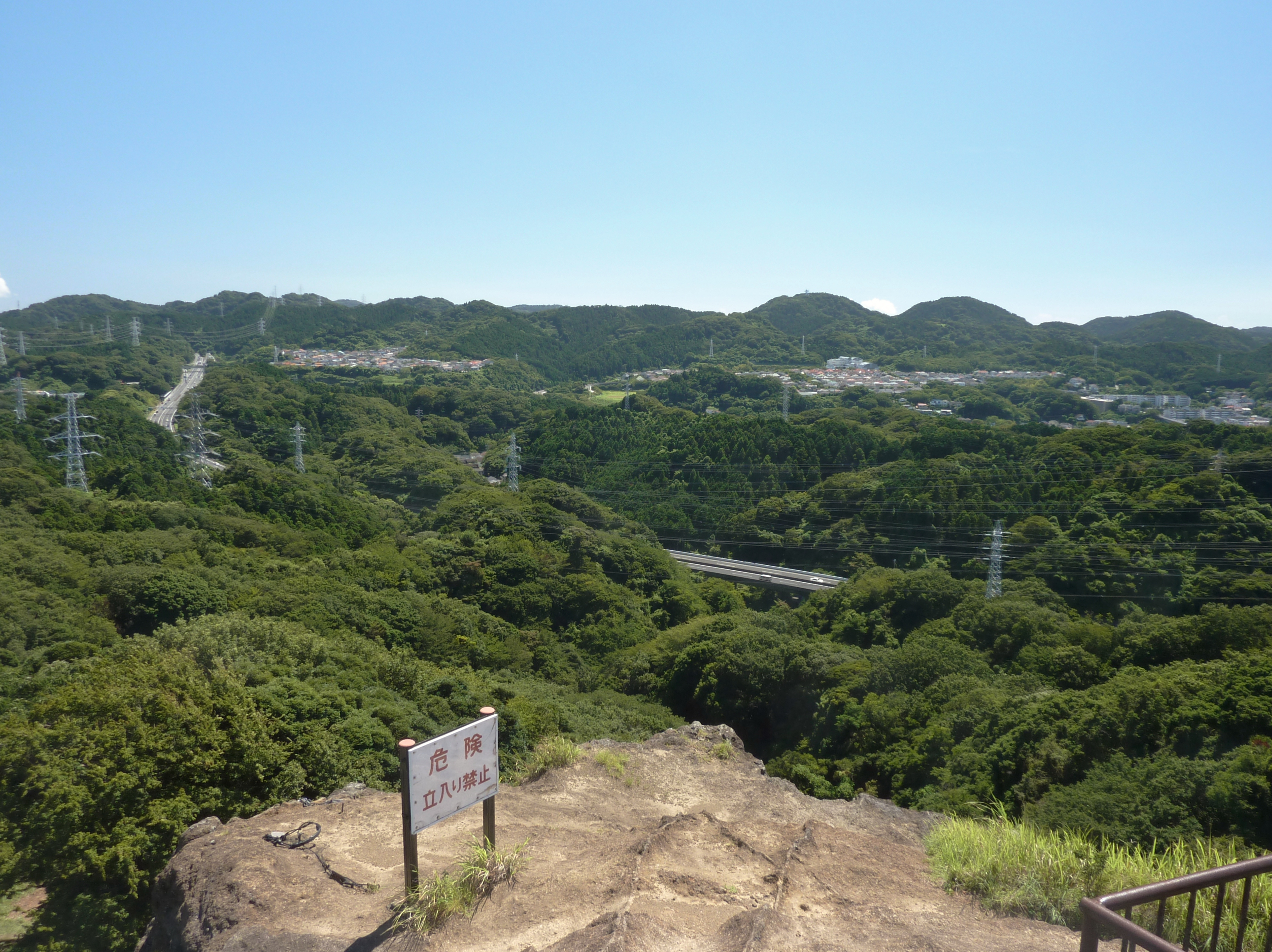
二子山方面
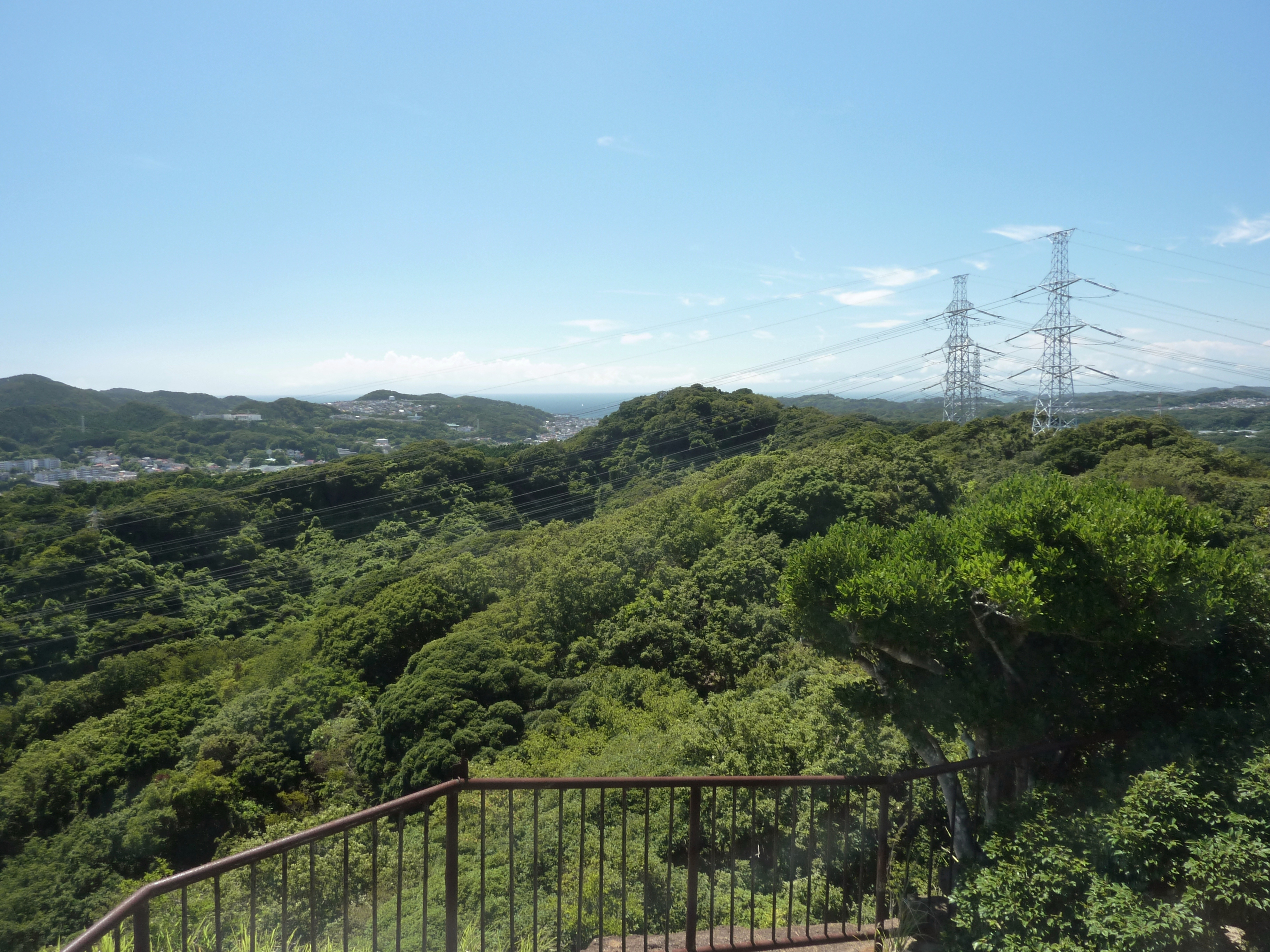
相模湾方面
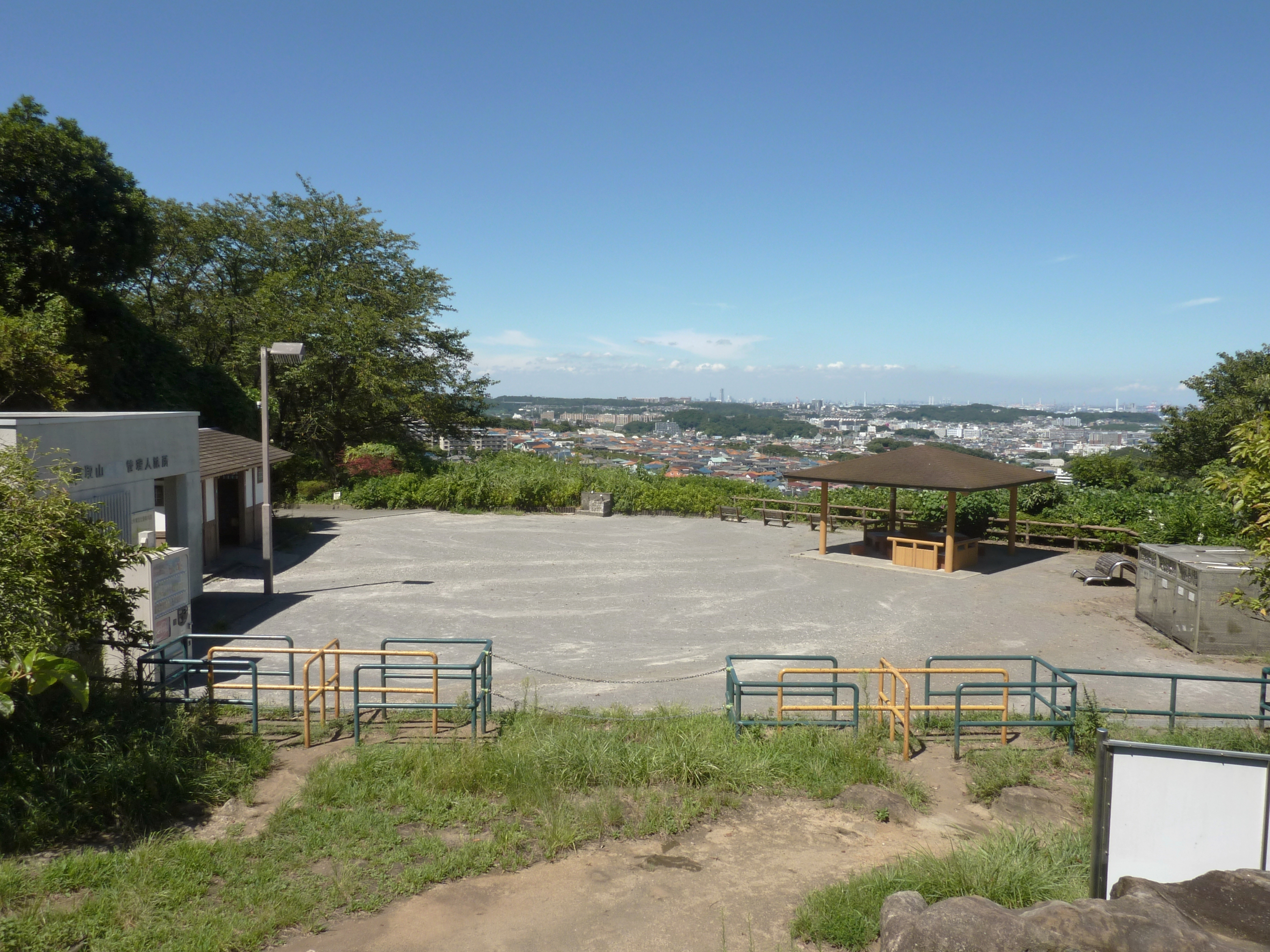
公衆トイレ周辺
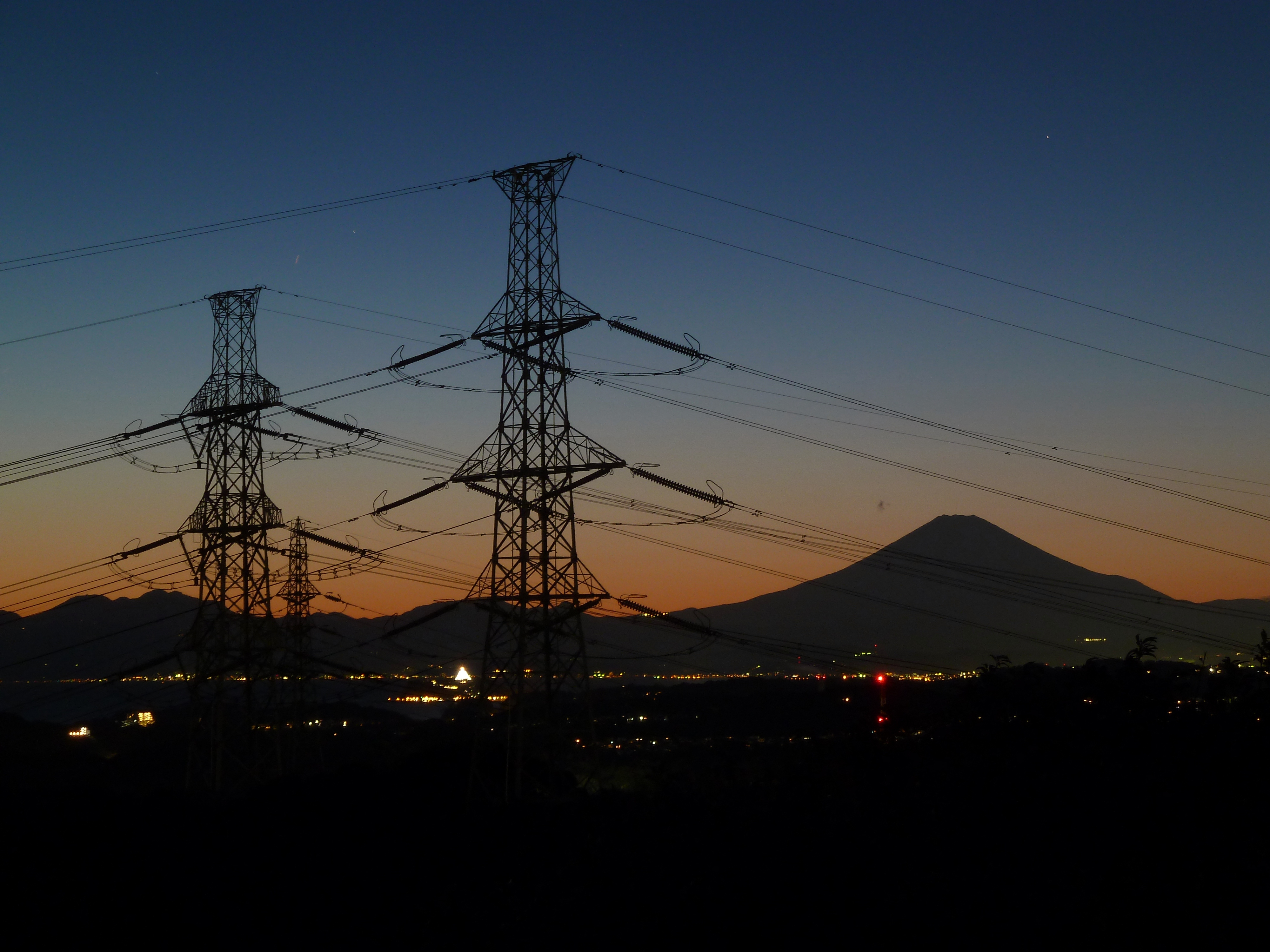
送電塔と富士山
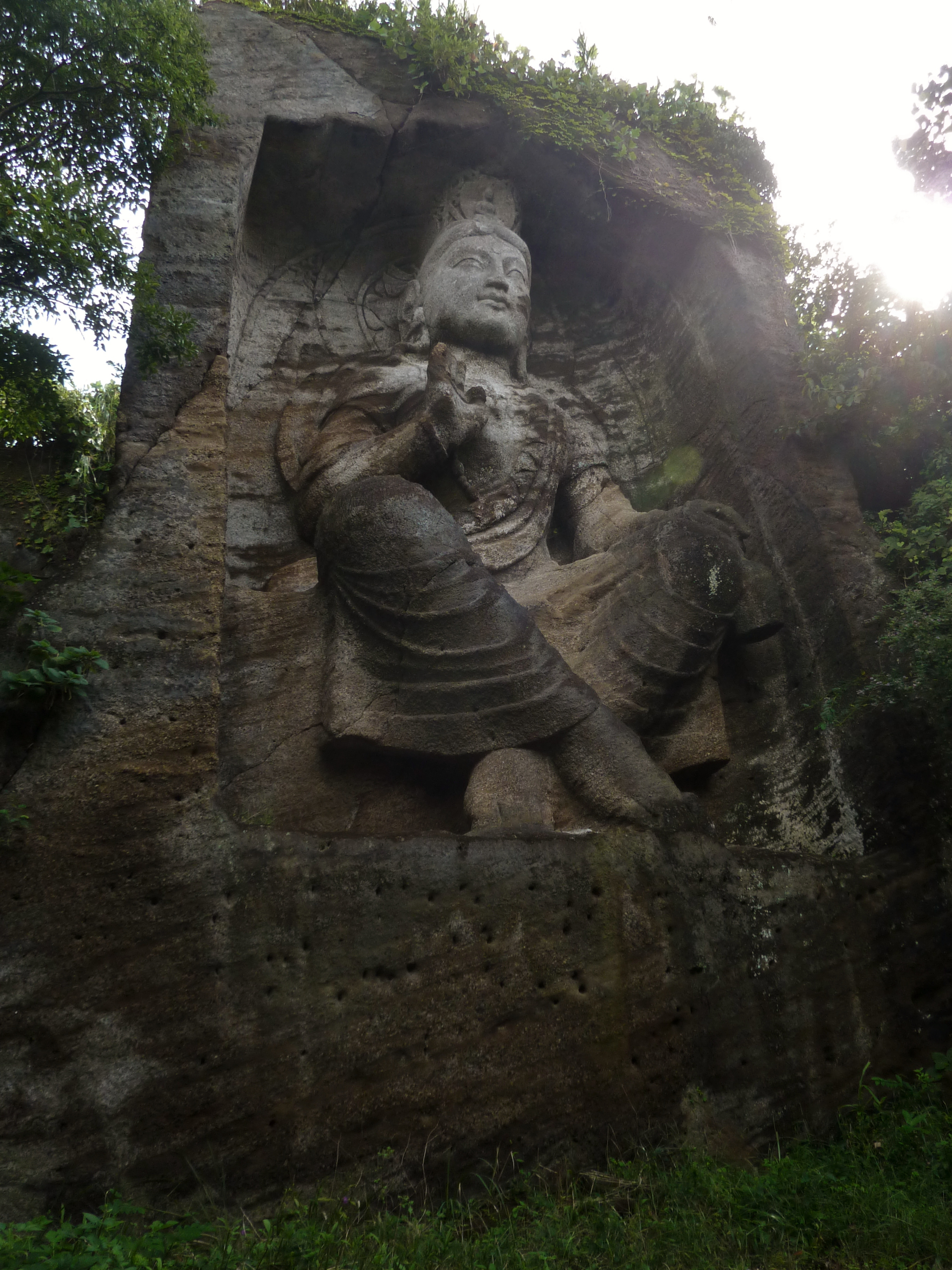
磨崖仏（弥勒菩薩尊像）
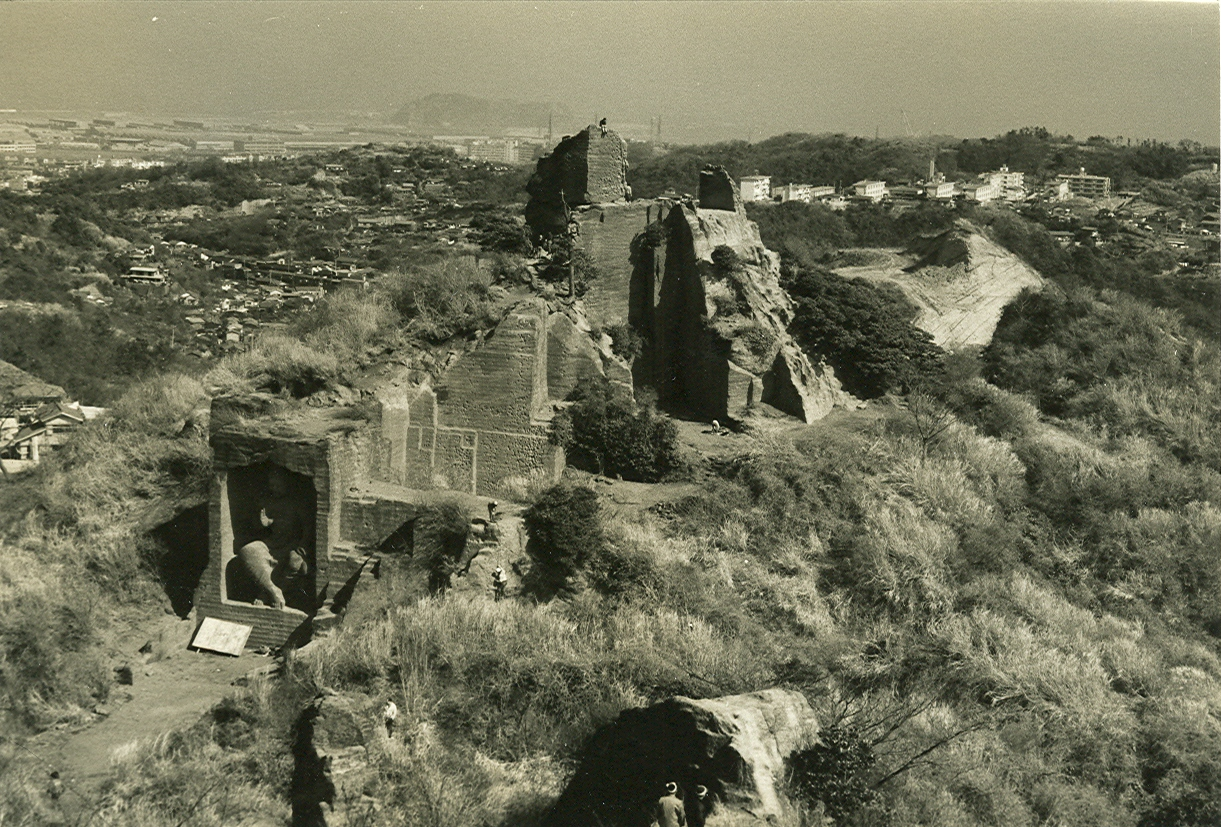
1970年代、石仏を望む
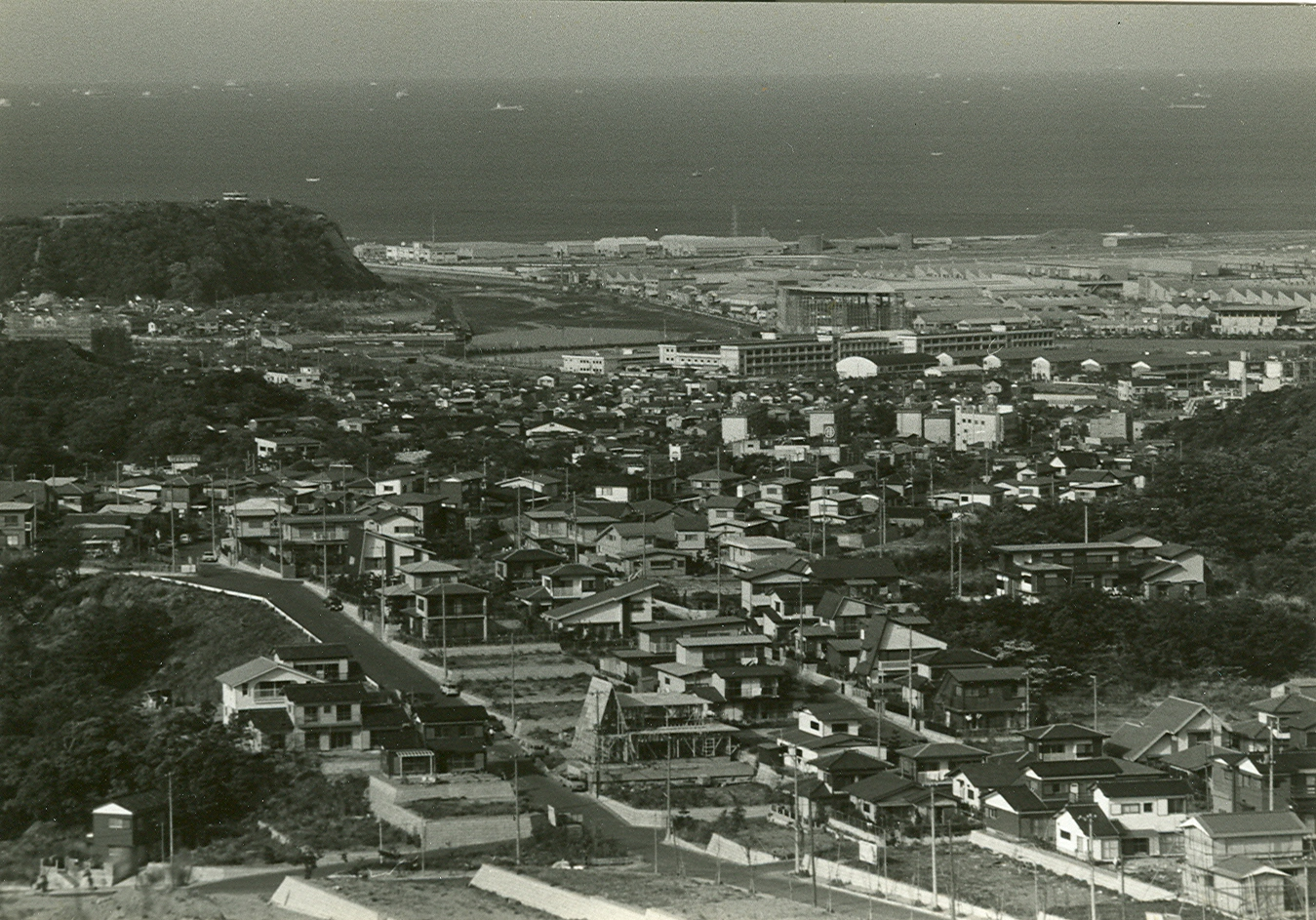
1970年代追浜、野島方面を望む
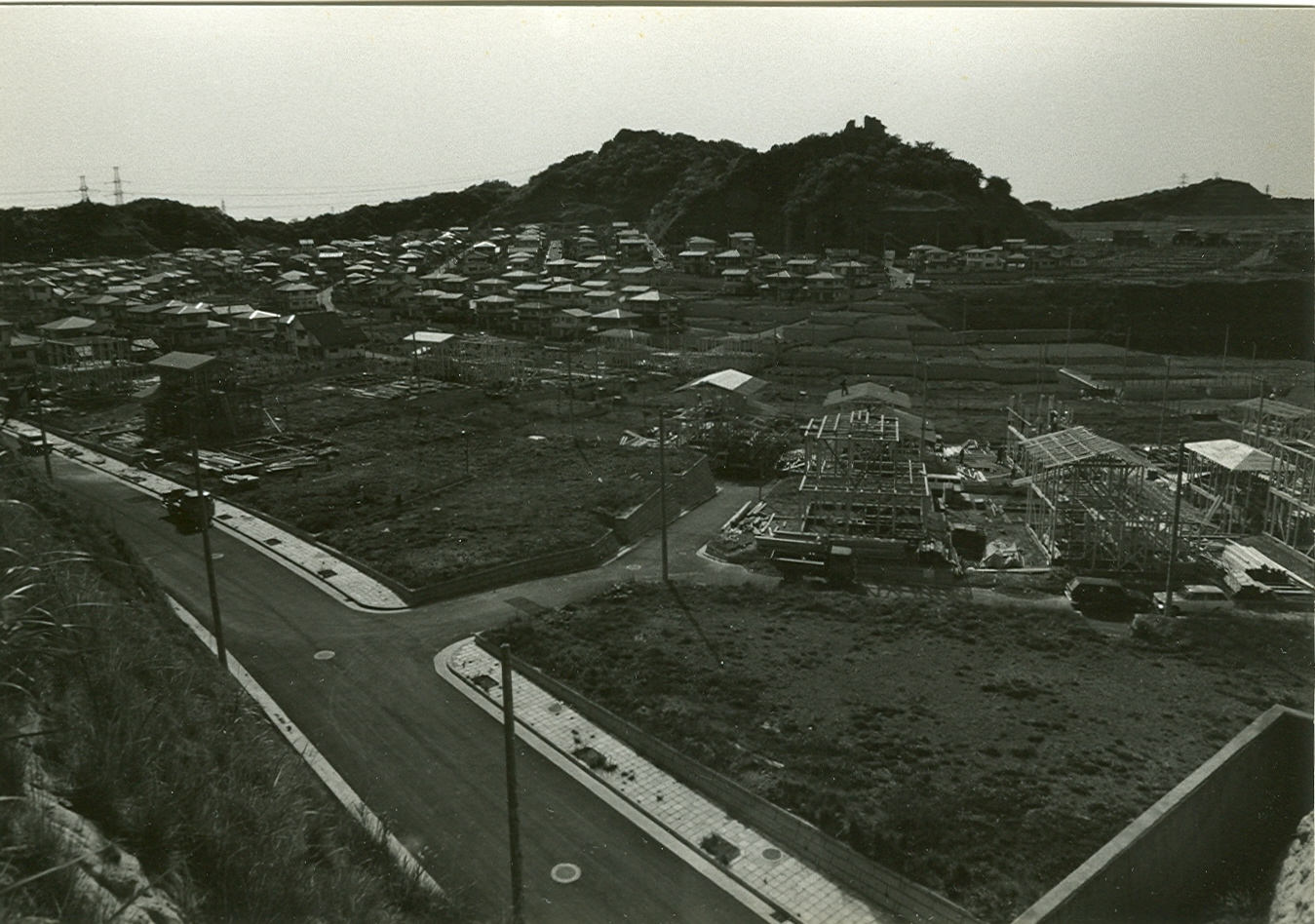
1970年代住宅地造成が始まる
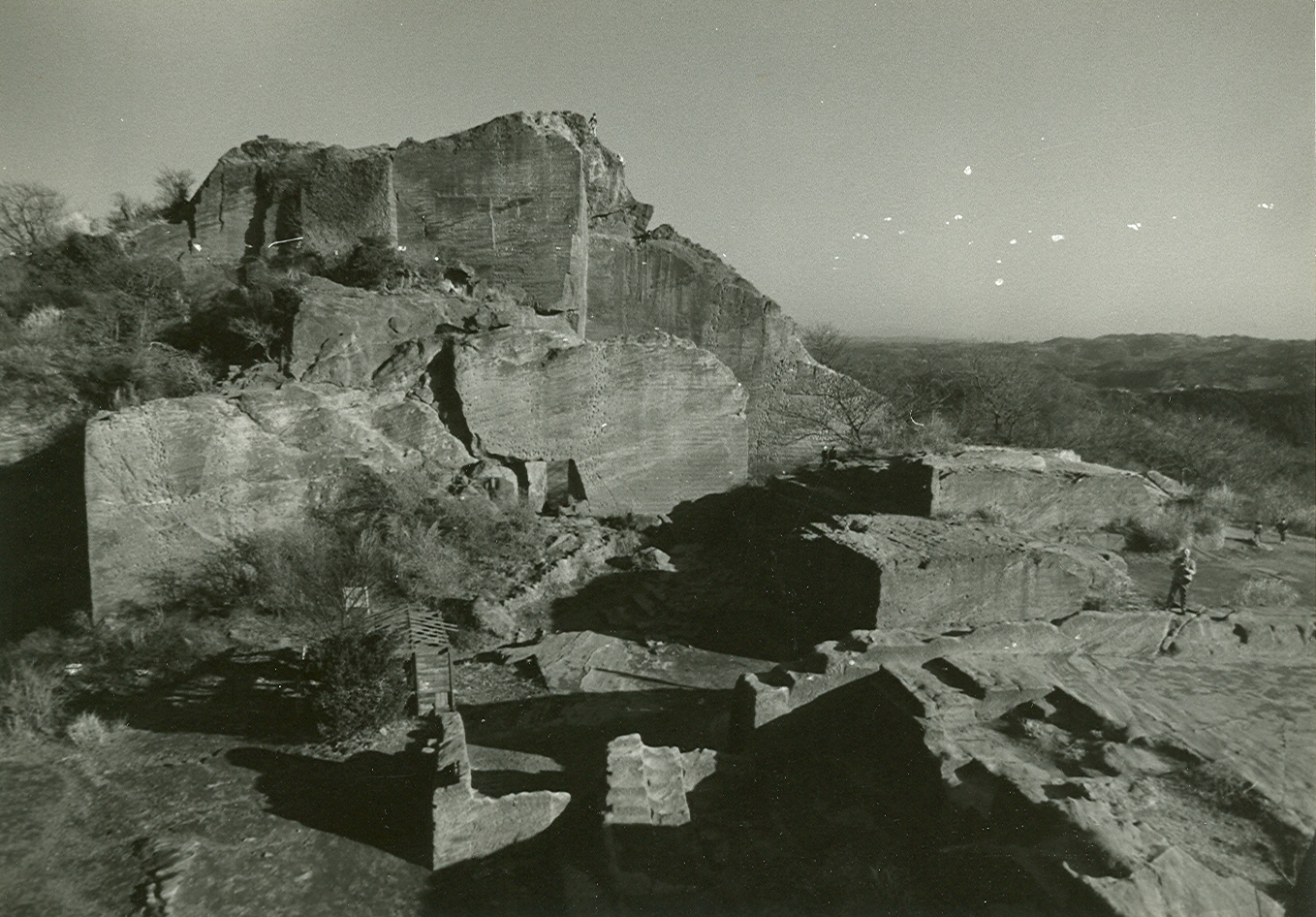
1970年代

## アクセス
- 京急本線京急田浦駅より徒歩30分
- 京急本線追浜駅より徒歩30分または京浜急行バス・「追1」「追5」たかとり小学校バス停下車徒歩数分
- 京急逗子線神武寺駅より神武寺経由で徒歩1時間程度
- 京急逗子線六浦駅より六浦南小学校経由で徒歩1時間程度